# Biokogierzwaluw
De biokogierzwaluw (vroeger: Fernando Po-gierzwaluw) (Apus sladeniae) is een vogel uit de familie van de gierzwaluwen (Apodidae).

## Verspreiding en leefgebied
Deze soort komt voor in zuidwestelijk Nigeria, westelijk Kameroen, westelijk Angola en het eiland Bioko.